# Jeremiah Dixon
Jeremiah Dixon (ur. 27 lipca 1733 w Cockfield w Hrabstwie Durham, zm. 22 stycznia 1779) – angielski astronom i geodeta. Wspólnie z Charlesem Masonem wytyczył w latach 1763–1767 granicę pomiędzy angielskimi koloniami w Ameryce Północnej, znaną odtąd jako linia Masona-Dixona.
Jest jednym z bohaterów powieści Thomasa Pynchona Mason & Dixon, a także inspirowanej powieścią piosenki Marka Knopflera Sailing to Philadelphia z płyty o tym samym tytule.